# Knautia degenii
Knautia degenii är en tvåhjärtbladig växtart som beskrevs av Borbás. Knautia degenii ingår i släktet åkerväddar, och familjen Dipsacaceae. Inga underarter finns listade i Catalogue of Life.